# 畠山典之
畠山 典之（はたけやま のりゆき、10月3日 - ）は日本で活動する音楽家およびミュージカル俳優である。北海道小樽市出身。元劇団四季所属。

## 来歴
ともに学校教員だった両親の元幼い頃から音楽に親しみ、北海道教育大学札幌校芸術文化過程音楽コース卒業後は音楽の教師として中学校に1年間赴任し、翌年は小学校で1年間勤務していた。小学校教師時代に劇団四季研究生オーディションに合格し、1998年に36期生として劇団四季研究所へ入所した。ジーザス・クライスト・スーパースターのアンサンブル役で初舞台出演を果たし、その後も多くの作品に出演していたが、2013年に劇団四季ソング&ダンス60 ようこそ劇場へ出演後に退団し、現在はフリーの音楽家として活動している。

## 主な出演作品

### 舞台
- ジーザス・クライスト・スーパースター（アンサンブル）
- ライオンキング（バンザイ）
- クレイジーフォーユー（ミンゴ）
- ウエストサイド物語（チノ）
- 劇団四季ソング&ダンス60 ようこそ劇場へ（ダンスパート）

### ラジオ
- くつろぎ運河通り（2011年9月20日、FMおたる[1]）